# Patrick Gale
Patrick Evelyn Hugh Sadler Gale (* 31. Januar 1962 auf der Isle of Wight) ist ein britischer Autor von Romanen und Drehbüchern.

## Leben und Karriere
Gale wurde 1962 als jüngster von vier Kindern geboren. Sein Vater war Gefängnisdirektor des HM Prison Camp Hill auf der Isle of Wight, daher verbrachte Gale einen Großteil seiner Kindheit auf dem und um das Gefängnisgelände.
Die Hauptfigur seines bislang erfolgreichsten Bestsellerromans Rough Music (2000) ist ebenfalls Sohn eines Gefängnisdirektors. WorldCat zufolge gehört dieses Buch weltweit in 673 Bibliotheken zum Fest- und Ausleihbestand.
Im Jahr 1969 zog die Familie nach Winchester, wo sein Vater das Amt des Under-Secretary of State for Prisons antrat.
In Winchester wurde er Chorknabe des Winchester College Chapel Choir. Kurz vor seinem zehnten Geburtstag erlitt eines seiner Geschwister einen Nervenzusammenbruch und seine Mutter überlebte nur knapp einen schweren Autounfall, welcher bei ihr irreversible Hirnverletzungen verursachte.
Nach seinem Schulabschluss erhielt Gale einen Studienplatz an der University of Oxford.
Seine Debüt-Romane The Aerodynamics of Pork und Ease (1985) erschienen beide am selben Tag. Seit 1988 lebt er in der englischen Region Cornwall, in der viele seiner Romane angesiedelt sind. Neben seiner Autorentätigkeit ist er Mitbegründer und künstlerischer Leiter des North Cornwall Book Festival, welches jährlich in der ersten Oktoberwoche in St Endellion stattfindet. Er ist einer der Schirmherren des Charles Causley Fonds, des Penzance LitFest und von Literature Works.
Auf 17 Romane und Kurzgeschichten folgte 2017 sein erfolgreiches Drehbuch-Debüt Man in an Orange Shirt, welches von der BBC produziert und im Rahmen der Feierlichkeiten zum 50. Jahrestag des Sexual Offences Act als Zweiteiler auf BBC One ausgestrahlt wurde. In den Hauptrollen waren Vanessa Redgrave, Julian Morris, Oliver Jackson-Cohen, Joanna Vanderham, James McArdle und David Gyasi zu sehen. Die Handlung des zweiteiligen Films ist an Gales Familiengeschichte angelehnt; seine Eltern waren unglücklich und nur aufgrund der Zwänge ihrer Zeit verheiratet, sein Vater war schwul.

## Werke
- 1985: The Aerodynamics of Pork
- 1985: Ease
- 1987: Kansas in August
- 1988: Facing the Tank
- 1989: Little Bits of Baby
- 1990: The Cat Sanctuary
- 1996: The Facts of Life
- 1996: Dangerous Pleasures
- 1999: Tree Surgery for Beginners
- 2000: Rough Music
- 2003: A Sweet Obscurity
- 2005: Friendly Fire
- 2007: Notes from an Exhibition
- 2009: The Whole Day Through
- 2009: Gentleman’s Relish
- 2012: A Perfectly Good Man
- 2015: A Place Called Winter
- 2017: Man in an Orange Shirt (Drehbuch)
- 2018: Take Nothing With You